# Història de l'arquitectura

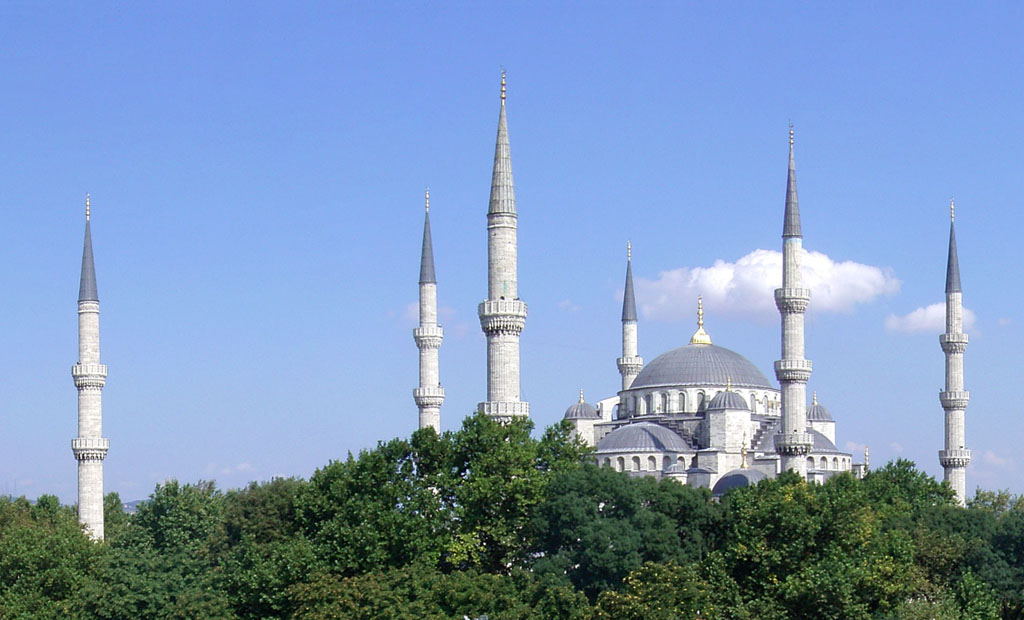
La Mesquita Blava a Istanbul, Turquia amb els seus alts minarets és considerada un exemple clàssic de l'arquitectura de l'Imperi Otomà.

La història de l'arquitectura és una subdivisió de la història de l'art encarregada de l'estudi de l'evolució històrica de l'arquitectura, els seus principis, idees i realitzacions. Aquesta disciplina, així com qualsevol altra forma de coneixement històric, està subjecta a les limitacions i les potencialitats de la història com a ciència: existeixen diverses perspectives en relació al seu estudi. En la majoria dels casos -encara que no sempre- els períodes estudiats corren paral·lels als de la història de l'art i existeixen moments en què les estètiques se sobreposen o es confonen. No és d'estranyar que una estètica avantguardista en les arts plàstiques encara no hagi trobat la seva representació en l'arquitectura i viceversa.

## Cronologia de l'arquitectura occidental
Les primeres grans obres d'arquitectura es remunten a l'antiguitat, però és possible traçar els orígens del pensament arquitectònic en períodes prehistòrics, quan van ser erigides les primeres construccions humanes.

### Prehistòria

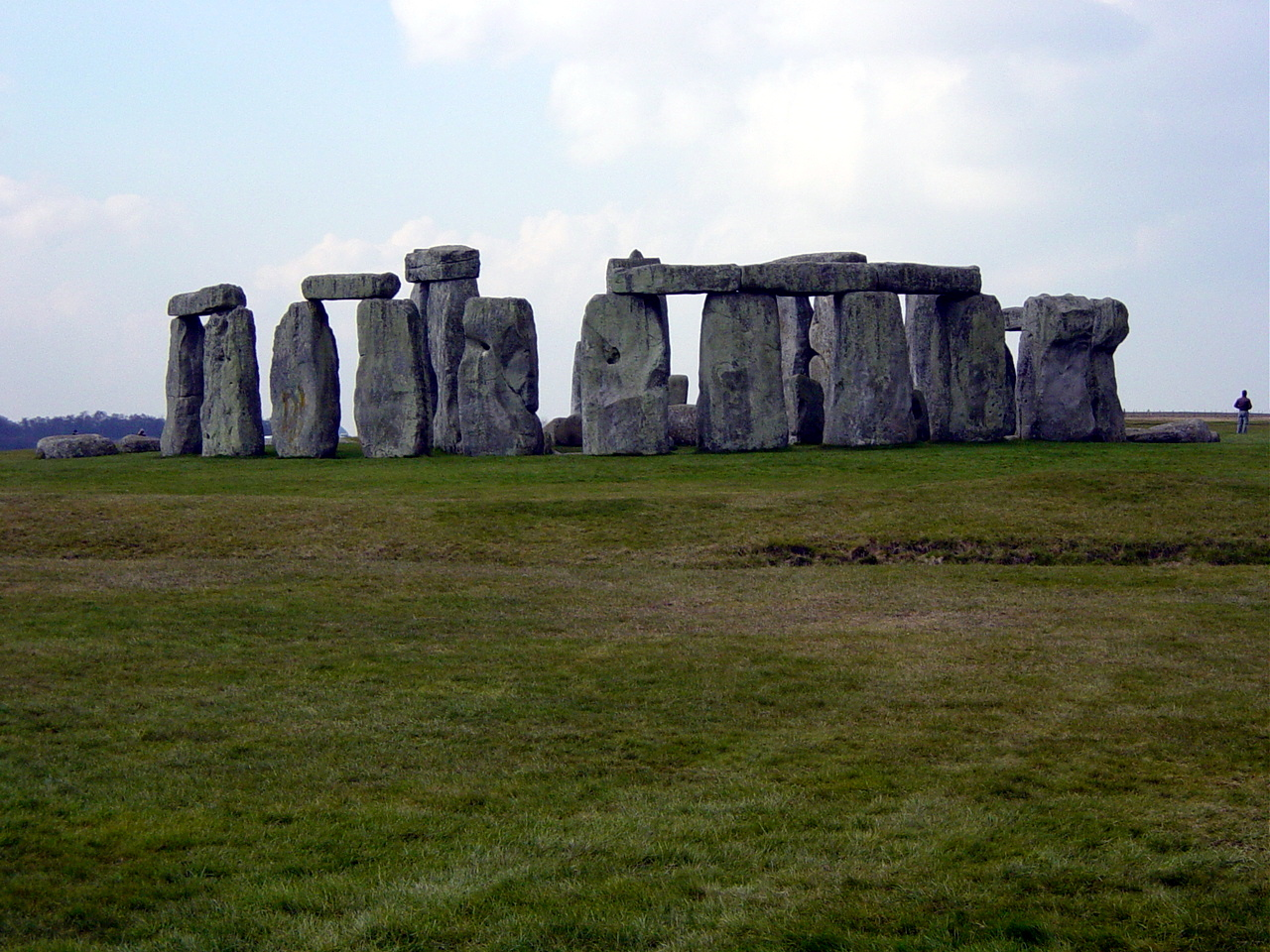
Stonehenge, el monument prehistòric més conegut.

Durant la prehistòria sorgeixen els primers monuments i l'home comença a dominar la tècnica de treballar la pedra. El sorgiment de l'arquitectura està associat a la idea d'abric. L'abric, com construcció predominant en les societats primitives, serà l'element principal de l'organització espacial de diversos pobles. Aquest tipus de construcció pot ser observat encara en societats no integrades totalment a la civilització occidental, tal com els pobles amerindis, africans i aborígens, entre d'altres. La presència del concepte d'abric en l'inconscient col·lectiu d'aquests pobles és tan fort que marcarà la cultura de diverses societats posteriors: diversos teòrics de l'arquitectura en moments diversos de la història (Vitruvi en l'antiguitat, Leon Battista Alberti en el Renaixement, i Joseph Rykwert més recentment) van evocar el mite de la cabanya primitiva. Aquest mite, amb variants segons la font, postula que el ser humà va rebre dels déus la saviesa per a la construcció del seu abric, configurat com una construcció de fusta composta per quatre parets i una teulada de dues aigües.

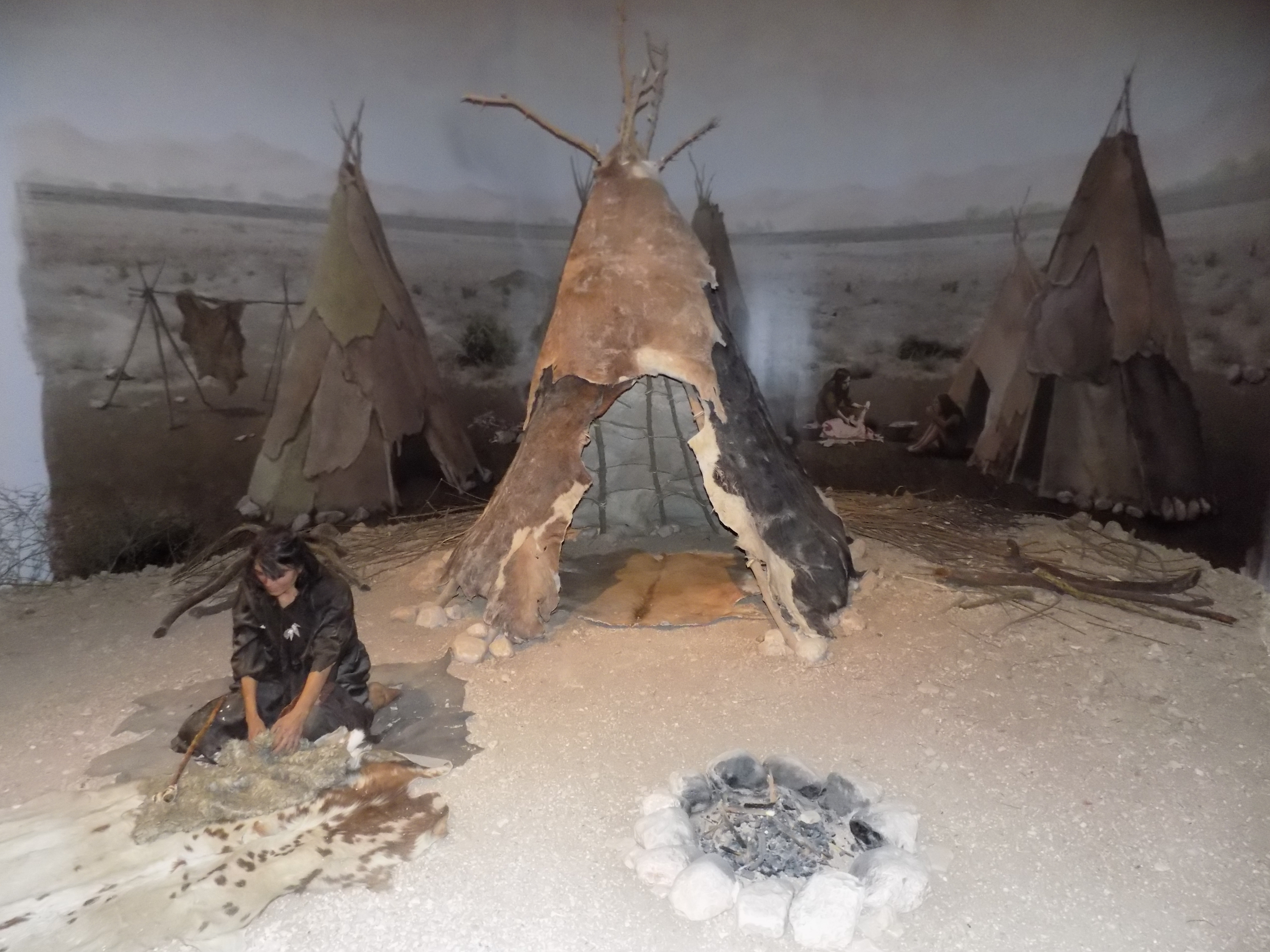
Reconstrucció de tendes temporals al museu d'Urfa

Durant l'Epipaleolític, els humans caçadors-recol·lectors que vivien una vida nòmada ocupaven temporalment coves, i empraven cabanes i tendes, senzilles, lleugeres i ràpides de muntar. A finals del Paleolític superior es construïen campaments d'hivern amb grans cabanes enfonsades parcialment o del tot en el terreny, amb paviment de pedres i una gruixuda de pells, sostinguda amb pals de fusta o ossos de mamut. Actualment, les primeres estructures construïdes expressament confirmades es troben a França al jaciment de Terra Amata, juntament amb les primeres evidències de foc artificial a Europa, de 400.000 anys d'antiguitat. A causa del caràcter perible dels refugis d'aquesta època, és difícil trobar proves d'habitatges més enllà de les llars i de les pedres que poden constituir la base d'un habitatge. A prop de Wadi Halfa al Sudan, el jaciment Arkin 8 conté cercles de pedra sorrenca de 100.000 anys d'antiguitat que probablement eren les pedres d'ancoratge per a tendes de campanya.

### Antiguitat

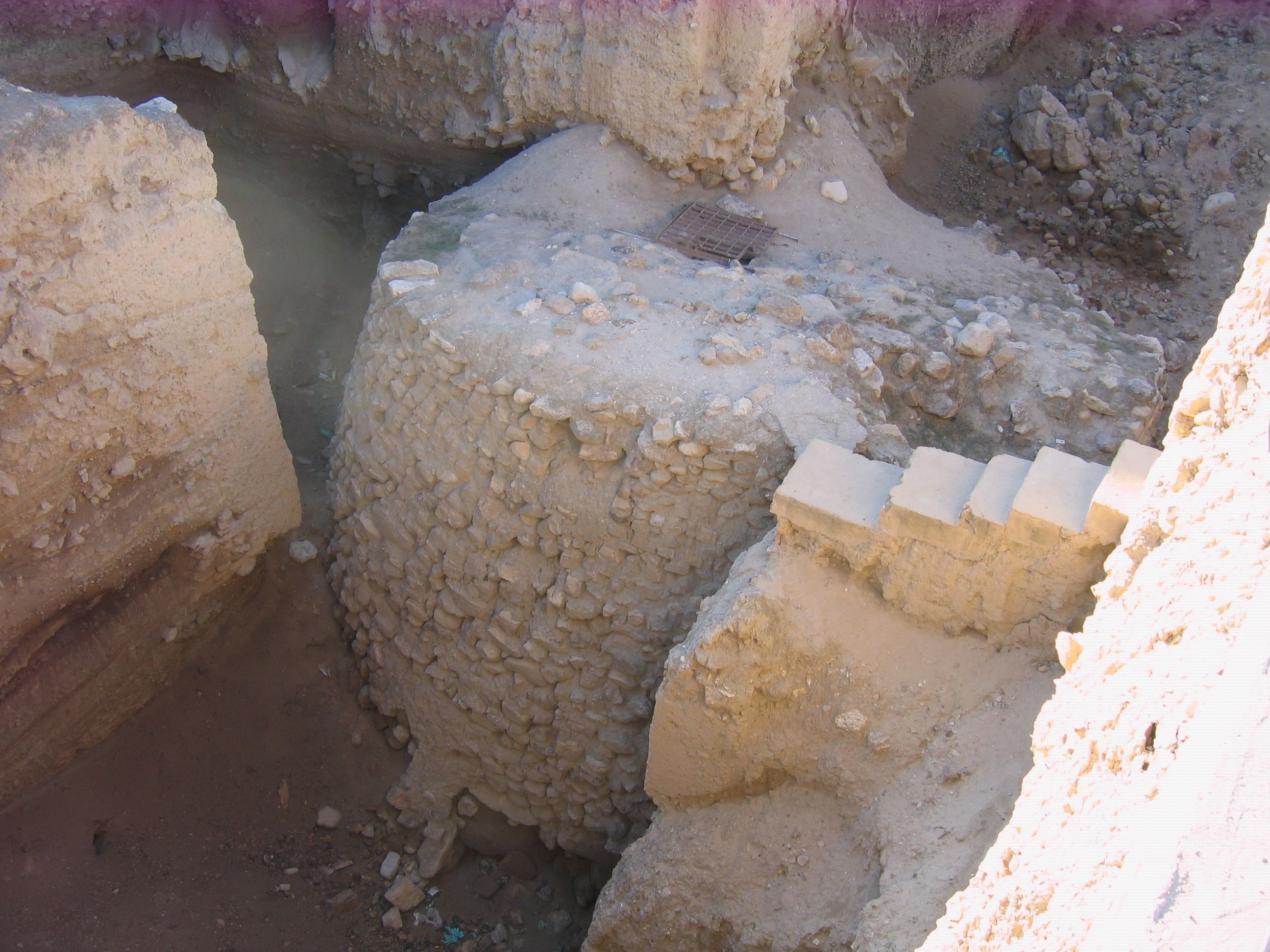
Torre de Jericó

La revolució agrícola del Neolític va requerir la construcció d'assentaments estables i duradors, amb habitatges i estructures adossades per a allotjar i protegir i el bestiar, i dipòsits on conservar els conreus. A mesura que les comunitats humanes evolucionaven i augmentaven, pressionades per les amenaces bèl·liques constants. El Neolític preceràmic A, és una època caracteritzada per l'augment de la sedentarització de les comunitats humanes, amb el desenvolupament de nuclis habitats més grans, noves formes d'arquitectura domèstica i edificis comunitaris i l'aparició dels primers complexos monumentals que poden haver tingut una funció ritual, com Göbekli Tepe. En aquest període van sorgir les primeres ciutats la configuració de les quals estava limitada per l'existència de muralles i per la protecció d'amenaces exteriors. La segona tipologia desenvolupada va ser l'arquitectura religiosa. La humanitat es confrontava amb un món poblat de déus vius, genis i dimonis: un món que encara no coneixia cap objectivitat científica. La manera en què els individus transformaven del seu ambient immediat estava per llavors molt influenciat per les creences religioses. Molts aspectes de la vida quotidiana estaven basats en el respecte o en l'adoració al diví i el sobrenatural.
Les primeres comunitats agrícoles van utilitzar els materials que tenien al seu entorn: fusta, pedra, canyes entrecreuades i cobertes de fang, i els habitatges de Jericó del 9000 aC, que es creu que va ser la primera ciutat de la història, al Pròxim Orient, on la fusta escassejava, el material més estès foren els maons de fang assecats al sol, fets d'una barreja de sorra, argila, aigua i sovint incloïen branques de palla picada i palla, col·locats amb fang. Els maons de fang ben conservats d'un jaciment de Tel Tsaf, a la vall del Jordà, s'han datat al 5200 aC, encara que no hi ha proves que cap dels dos llocs fos el primer a utilitzar la tecnologia. L'evidència suggereix que la composició de maons de fang a Tel Tsaf va ser estable durant almenys 500 anys, al llarg de l'Eneolític.

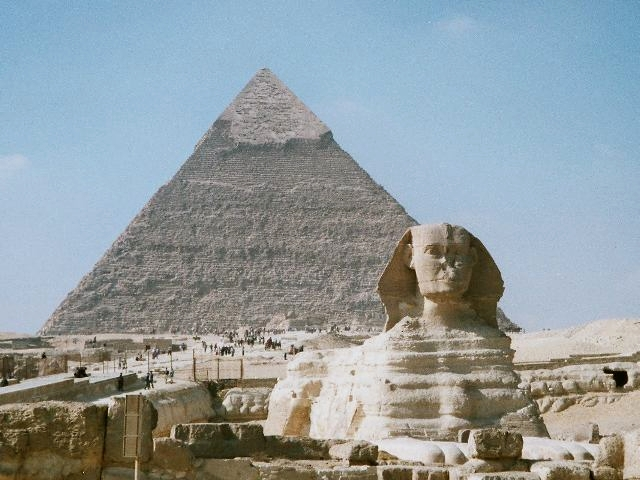
Piràmides egípcies i la esfinx.

El poder diví, per tant, era equivalent (o encara superava) el poder secular, fent que els principals edificis dins de les ciutats fossin palaus i temples. Aquesta importància dels edificis feia que la figura de l'arquitecte estigués associada als sacerdots (com en l'antic Egipte) o als propis governants i que l'execució fos acompanyada per diversos rituals que simbolitzaven el contacte de l'home amb el diví. Les ciutats marcaven una interrupció de la naturalesa salvatge, eren considerades un espai sagrat enmig de l'espai natural. De la mateixa forma, els temples dintre de les ciutats marcaven la viscuda dels déus enmig de l'ambient humà. Les necessitats d'infraestructura d'aquelles primeres ciutats també van fer necessari el progrés tècnic de les obres d'enginyeria.

### Antiguitat clàssica

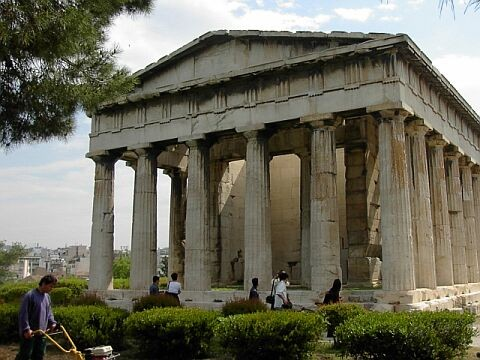
Temple de Hefesto en Atenes: arquitectura clàssica grega

L'arquitectura i l'urbanisme practicats pels grecs i romans es distingia clarament de la dels egipcis i babilonis en la mesura en què la vida civil passava a tenir més importància. La ciutat es converteix en l'element principal de la vida política i social d'aquests pobles: els grecs es van desenvolupar en ciutats estat i l'Imperi Romà va sorgir d'una única ciutat. L'arquitecte grec Hipòdam de Milet és considerat el primer urbanista de la història. Durant els períodes i civilitzacions anteriors, els assumptes religiosos eren ells mateixos el motiu i el manteniment de l'ordre establert; en el període grecoromà el misteri religiós va traspassar els límits del tempero-palau i es va fer assumpte dels ciutadans (o de la polis): sorgeix aquí la paraula política, absolutament relacionada a la idea de ciutat. Mentre els pobles anteriors van desenvolupar només les arquitectures militar, religiosa i residencial, els grecs i romans van ser responsables del desenvolupament d'espais propis a la manifestació ciutadana i dels quefers quotidians: l'àgora grega es definia com un gran espai lliure públic destinat a la realització d'assemblees, envoltat per temples, mercats i edificis públics. L'espai de l'àgora es va convertir en un símbol de la nova visió de món, que incloïa el respecte als interessos comuns, i incentivador del debat entre ciutadans, en lloc de l'antic ordre despòtic. Els assumptes religiosos encara posseïen un paper fonamental en la vida mundana, però ara van ser incorporats als espais públics de la polis. Els rituals populars eren realitzats en espais construïts per a tal fi, especialment l'acròpolis. Cada lloc posseïa la seva pròpia naturalesa (Genius Locci), immersos en un món que convivia amb el mite: els temples van passar a ser construïts en el cim dels pujols (creant un marc visual en la ciutat baixa i possibilitant un refugi a la població en temps de guerra) per a estar més prop dels cels.

### Edat mitjana

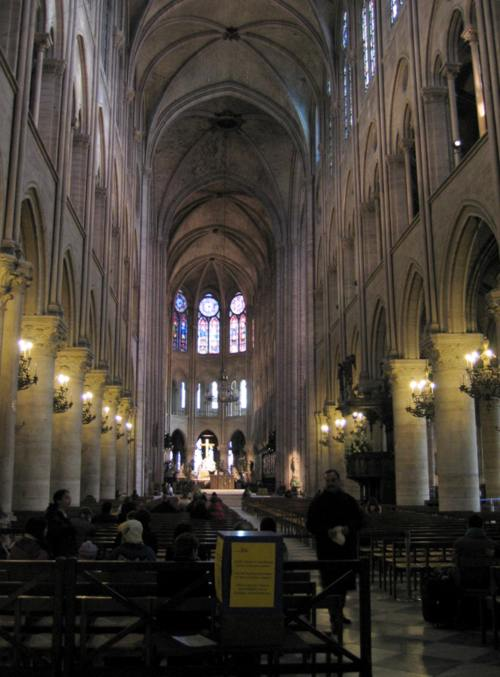
El interior de La nostra Senyora a París: Espai arquitectònic gòtic

Els principals fets que influenciaren la producció arquitectònica medieval van ser l'enrariment de la vida en les ciutats (amb la consegüent ruralització i feudalització d'Europa) i l'hegemonia en tots els ordres de l'Església Catòlica. A mesura que el poder secular se sotmetia al poder papal, passava a ser l'Església la que tenia el capital necessari per al desenvolupament de les grans obres arquitectòniques. La tecnologia del període es va desenvolupar principalment en la construcció de les catedrals, estant el coneixement arquitectònic sota el control dels gremis. Pràcticament, durant tot el període medieval, no existeix la figura de l'arquitecte, entès com a creador solitari de l'espai arquitectònic i de la construcció. La construcció de les catedrals, principal esforç constructiu de l'època, és acompanyada per tota la població i és incerta en la vida de la comunitat a la seva al voltant.
El coneixement constructiu és guardat pels gremis, que reunien desenes de mestres i obrers –els arquitectes de fet– que conduïen l'execució de les obres, però també les elaboraven. És l'origen de les associacions que acabaran coneixent-se com a maçoneria (massó = paleta). La Cristiandat va definir una nova visió del món, que no només sotmetia els desitjos humans als designis divins, sinó que esperava que l'individu busqués el diví. En un primer moment, i a causa de les limitacions tècniques, la concepció de l'espai arquitectònic dels temples es torna cap a endins, segons un eix que incita al recolliment. Més tard, amb el desenvolupament de l'arquitectura gòtica, es busca aconseguir els cels a través de la inducció de la perspectiva cap a l'alt.

### Edat moderna
Amb la finalitat de l'edat mitjana l'estructura de poder europea es modifica radicalment. Comencen a sorgir els estats nació i, malgrat l'encara forta influència de l'Església Catòlica, el poder secular torna al poder, especialment amb les crisis recurrents de la Reforma Protestant. El Renaixement va obrir l'Edat Moderna, rebutjant l'estètica i cultura medieval i proposant una nova posició de l'home davant l'Univers: l'antropocentrisme enfront del teocentrisme medieval. Antics tractats arquitectònics romans són redescoberts pels nous arquitectes, influenciant profundament la nova arquitectura. La relativa llibertat d'investigació científica que es va obtenir va dur a l'avanç de les tècniques constructives, permetent noves experiències i la concepció de nous espais. Algunes regions italianes, especialment Florència, a causa del control de les rutes comercials que duien a Constantinoble, es converteixen en grans potències mundials i és allí on es van desenvolupar les condicions per a la creació de l'art renaixentista.

#### Renaixement
L'esperit renaixentista evoca les qualitats intrínseques del ser humà, La idea de progrés de l'home - científic, espiritual, social - es fa un objectiu important per al període. L'antiguitat clàssica redescoberta i l'humanisme sorgeixen com una guia per a la nova visió del món que es manifesta en els artistes del període. La cultura renaixentista es mostra multidisciplinària i interdisciplinària. El que importa a l'home renaixentista és el culte al coneixement i a la raó, no havent-hi per a ell separació entre les ciències i les arts. Tal cultura es va mostrar un camp fèrtil per al desenvolupament de l'arquitectura. L'arquitectura renaixentista es va mostrar clàssica, però no es va pretendre ser neoclàssica. Amb el descobriment dels antics tractats (incomplets) de l'arquitectura clàssica (d'entre els quals, el més important va ser De Architectura de Vitruvi, base per al tractat De re aedificatoria d'Alberti), es va donar marge a una nova interpretació d'aquella arquitectura i la seva aplicació als nous temps. Coneixements obtinguts durant el període medieval (com el control de les diferents cúpules i arcades) van ser aplicats de formes noves, incorporant els elements del llenguatge clàssic. El descobriment de la perspectiva és un aspecte important per a entendre's el període (especialment la perspectiva cèntrica): la idea d'infinit portada per la manipulació del punt de fugida va ser bastant utilitzada com a element escènic en la concepció espacial d'aquells arquitectes. La perspectiva va representar una nova forma d'entendre l'espai com alguna cosa universal, comprensible i controlable a través de la raó de l'home. El dibuix es va fer el principal mig de disseny i és així com sorgeix la figura de l'arquitecte solitari (diferent de la concepció col·lectiva dels edificis medievals). Els nous mitjans de disseny del projecte van influenciar la concepció espacial dels edificis en el sentit en què les mirades són controlades, direccionades a un punt de vista específic. El poder de la perspectiva de representar universalment la realitat no es va limitar la només descriure l'experiència, sinó també a anticipar-la projectant la imatge de volta a la realitat. Entre els principals arquitectes del Renaixement s'inclouen Vignola, Alberti, Brunelleschi i Miquel Àngel.

#### Manierisme
Amb l'evolució del Renaixement i el constant estudi i aplicació dels ideals clàssics, comença a sorgir entre els artistes del període un sentiment anticlàssic, encara que les seves obres continuessin sent en essència predominantment clàssiques. En aquest moment sorgeix el manierisme. Els arquitectes manieristes (que amb rigor es poden continuar anomenant renaixentistes) s'apropien de les formes clàssiques, però comencen a desconstruir els seus ideals. Alguns elements del manierisme: 
- són constants les referències visuals en espais interns als elements típics de la composició d'espais externs: finestres que es tornen per a dintre, tractament d'escales externes en ales interiors d'edificis, etc.
- el ja consagrat domini de la perspectiva permet experiments diversos que fugen de l'espai perspectiu dels períodes anteriors.

Miquel Àngel és un dels arquitectes renaixentistes que poden ser anomenats manieristes.

### Segles XVII i XVIII
Durant els segles següents al Renaixement es va assistir a un procés cíclic de constant allunyament i aproximació a l'ideari clàssic. El Barroc, en un primer moment, potencia el descontentament del manierisme per les normes clàssiques i propicia la gènesi d'un tipus d'arquitectura inèdita, encara que freqüentment posseeixi connexions formals amb el passat. De la mateixa forma que el Barroc va representar una reacció al Renaixement, el Neoclàssic, més tard, constituirà una reacció al Barroc i a la recuperació de l'ideari clàssic. Aquest període de dos segles, per tant, serà marcat per un cicle de dubtes i certeses sobre la validesa de les idees clàssiques.

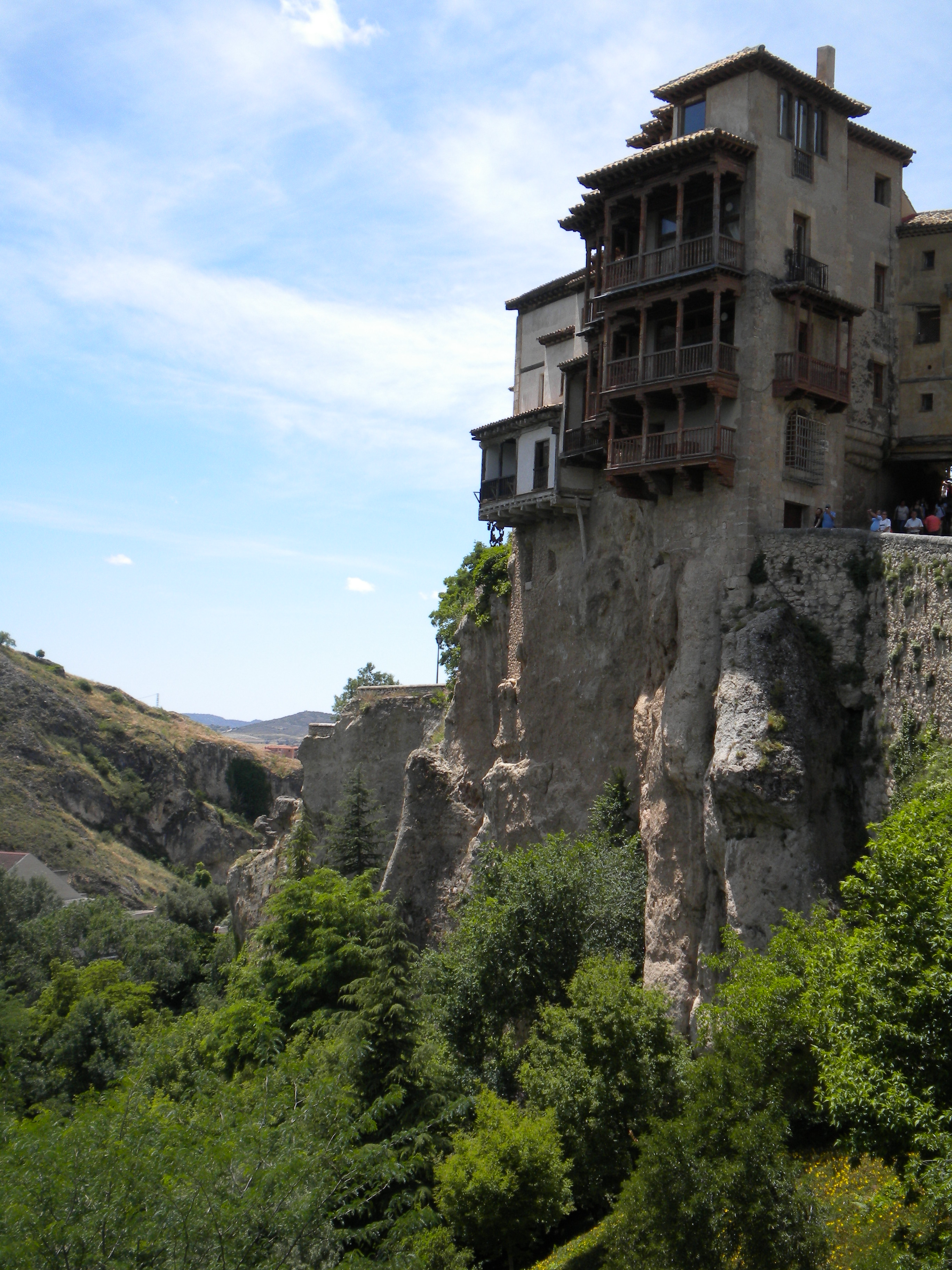
Conca, Espanya - Segle XV.

#### Arquitectura barroca
El Barroc sorgeix en l'escenari artístic europeu en dos contextos molt clars durant el segle XVII: d'entrada hi havia la sensació que, amb l'avanç científic representat pel Renaixement, el classicisme, encara que hagués ajudat en aquest progrés, no estava en condicions d'oferir totes les respostes necessàries a la dubtes de l'home. L'univers ja no era el mateix, el món s'havia expandit i l'individu volia experimentar un nou tipus de contacte amb el diví i el metafísic. Les formes luxurioses del Barroc, el seu espai el·líptic, definitivament antieuclidià, van anar una resposta a aquestes necessitats.
El segon context és la Contrareforma promoguda per l'Església Catòlica. Amb l'avanç del protestantisme, l'antic ordre cristià romà (que, en cert sentit, havia incentivat l'adveniment del món renaixentista) estava sent suplantat per noves visions de món i noves actituds davant el Sagrat. L'Església va sentir la necessitat de renovar-se per a no perdre els fidels i va veure en la promoció d'una nova estètica l'oportunitat d'identificar-se amb aquest nou món. Les formes del barroc van ser promogudes per la institució en tot el món (especialment en les colònies recent descobertes), fent-ho l'estil catòlic, per excel·lència.

#### Arquitectura neoclàssica

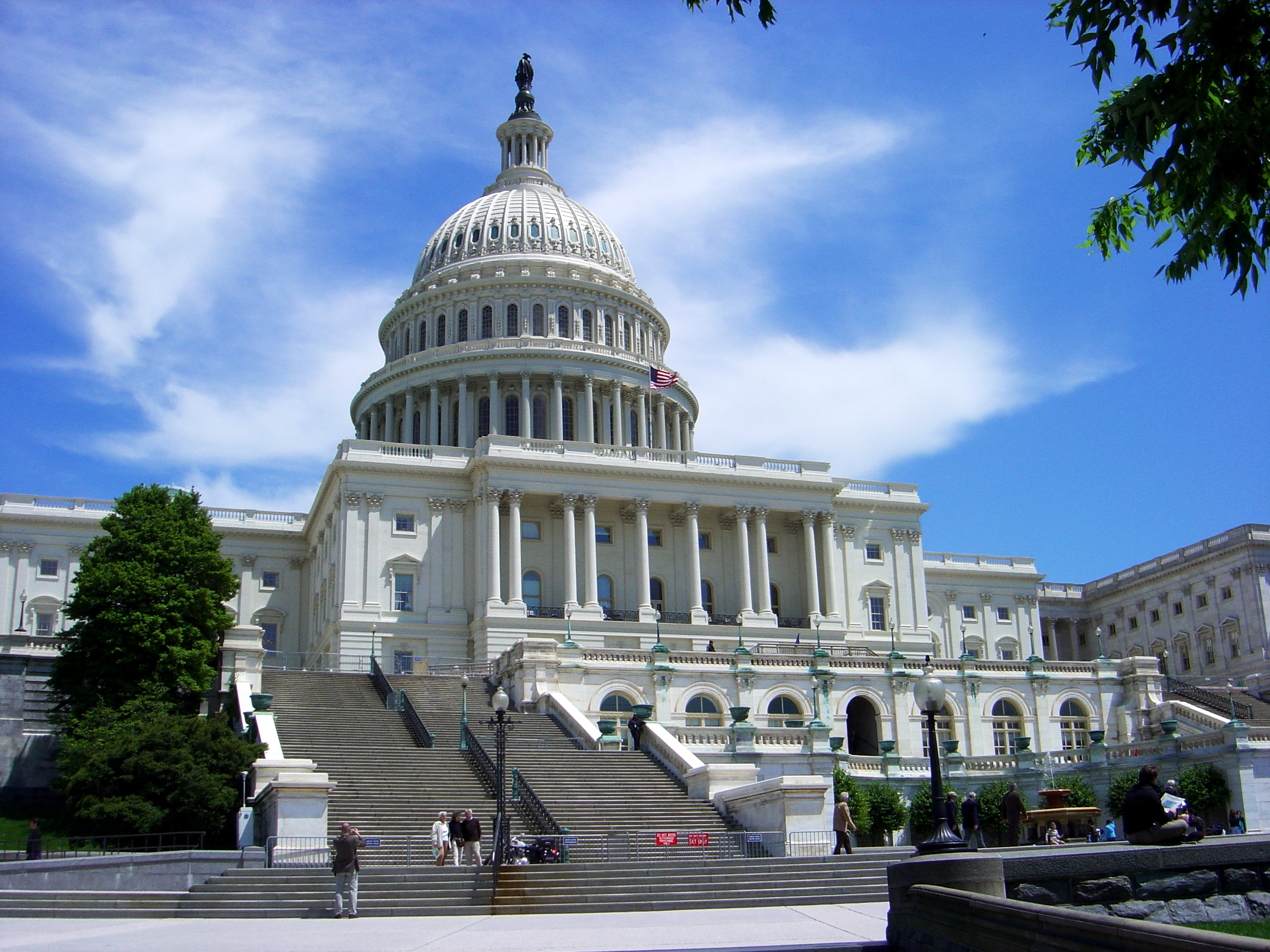
El Capitoli de Washington, exemple de neoclassicisme arquitectònic

A la fi del segle xviii i inicis del XIX, Europa va assistir a un gran avanç tecnològic, resultat directe dels primers moments de la Revolució Industrial i de la cultura de la Il·lustració. Van ser descobertes noves possibilitats constructives i estructurals, de manera que els antics materials (com la pedra i la fusta) van passar a ser substituïts gradualment pel ciment (i posteriorment pel formigó armat) i pel metall. Paral·lelament, profundament influenciats pel context cultural de la Il·lustració europea, els arquitectes del segle xviii van passar a rebutjar la religiositat intensa de l'estètica anterior i l'exageració luxuriosa del Barroc. Es buscava una síntesi espacial i formal més racional i objectiva, però encara no es tenia una idea clara de com aplicar les noves tecnologies en una nova arquitectura. Immersos en el context del Neoclassicisme en les arts, aquells arquitectes bolquen en l'arquitectura per als nous temps l'ideal la clàssic. El Neoclassicisme no va pretendre, de fet, un estil nou (diferent de l'art clàssic renaixentista). Era molt més una còpia del repertori formal clàssic i menys una experimentació d'aquesta formes, tenint com gran diferencia l'aplicació de les noves tecnologies.

### Edat Contemporània
L'arquitectura que sorgeix amb l'Edat Contemporània anirà, en major o menor grau, a reflectir els avanços tecnològics i les paradoxes socioculturals generades per l'adveniment de la Revolució Industrial. Les ciutats passen a créixer de manera desconeguda anteriorment i noves demandes socials relatives al control de l'espai urbà han de ser respostes per l'Estat, el que acabarà duent al sorgiment de l'urbanisme com disciplina acadèmica. El paper de l'arquitectura (i de l'arquitecte) serà constantment qüestionat i nous paradigmes sorgeixen: alguns crítics al·leguen que sorgeix una crisi en la producció arquitectònica que repercuteix en tot el segle xix i solament serà resolta amb l'arribada de l'arquitectura moderna.

#### Seglexix

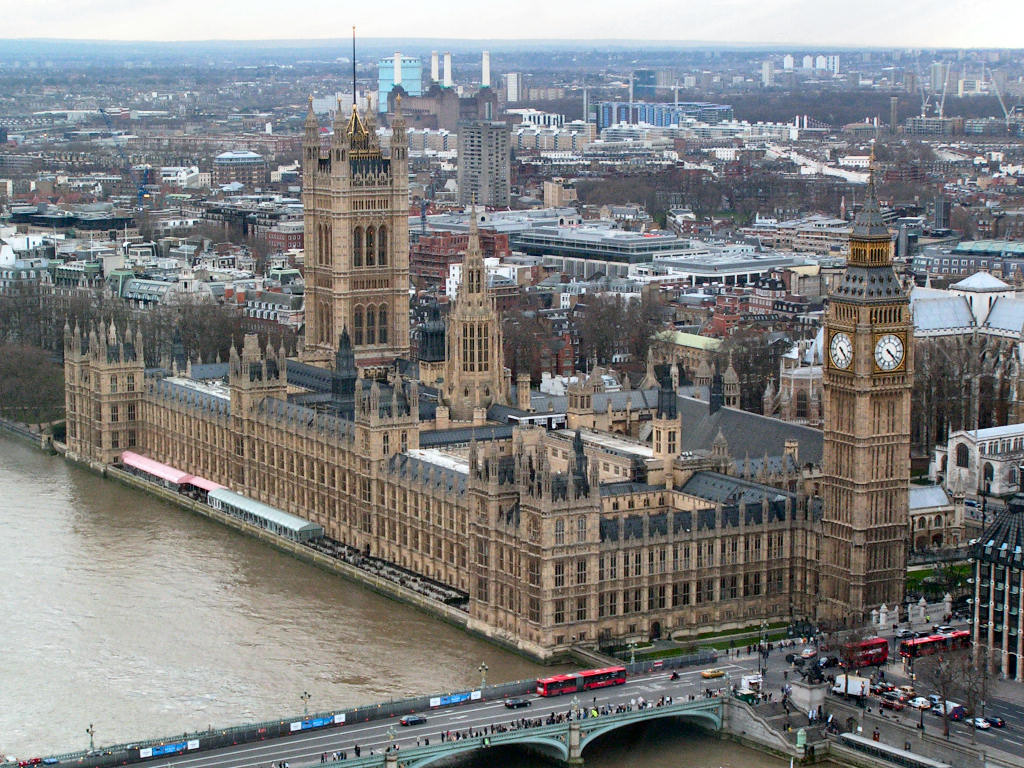
El Parlament anglès és una de les obres més conegudes de l'arquitectura neogòtica anglesa.

Tot el segle xix assistirà a una sèrie de crisis estètiques que es tradueixen en els moviments anomenats historicistes: bé pel fet que les innovacions tecnològiques no trobin en aquella contemporaneïtat una manifestació formal adequada, bé per diverses raons culturals i contextos específics, els arquitectes del període veien en la còpia de l'arquitectura del passat i en l'estudi dels seus cànons i tractats un llenguatge estètic legítim. El primer d'aquests moviments va ser el ja esmentat Neoclàssic, però també va a manifestar-se en l'arquitectura neogòtica anglesa, profundament associada als ideals romàntics nacionalistes. Els esforços historicistes que van tenir lloc principalment a Alemanya, França i Anglaterra per raons ideològiques, vindrien més tard a transformar-se en un mer conjunt de repertoris formals i tipològics diversos, que evolucionarien cap a l'eclecticisme, considerat per molts com el més decadent i formalista d'entre tots els estils historicistes. La primera temptativa de resposta a la qüestió tradició per industrialització (o entre les arts i els oficis) es va donar amb el pensament dels romàntics John Ruskin i William Morris, proponents d'un moviment estètic que va ser conegut justament amb el nom d'Arts.

#### Segle XX

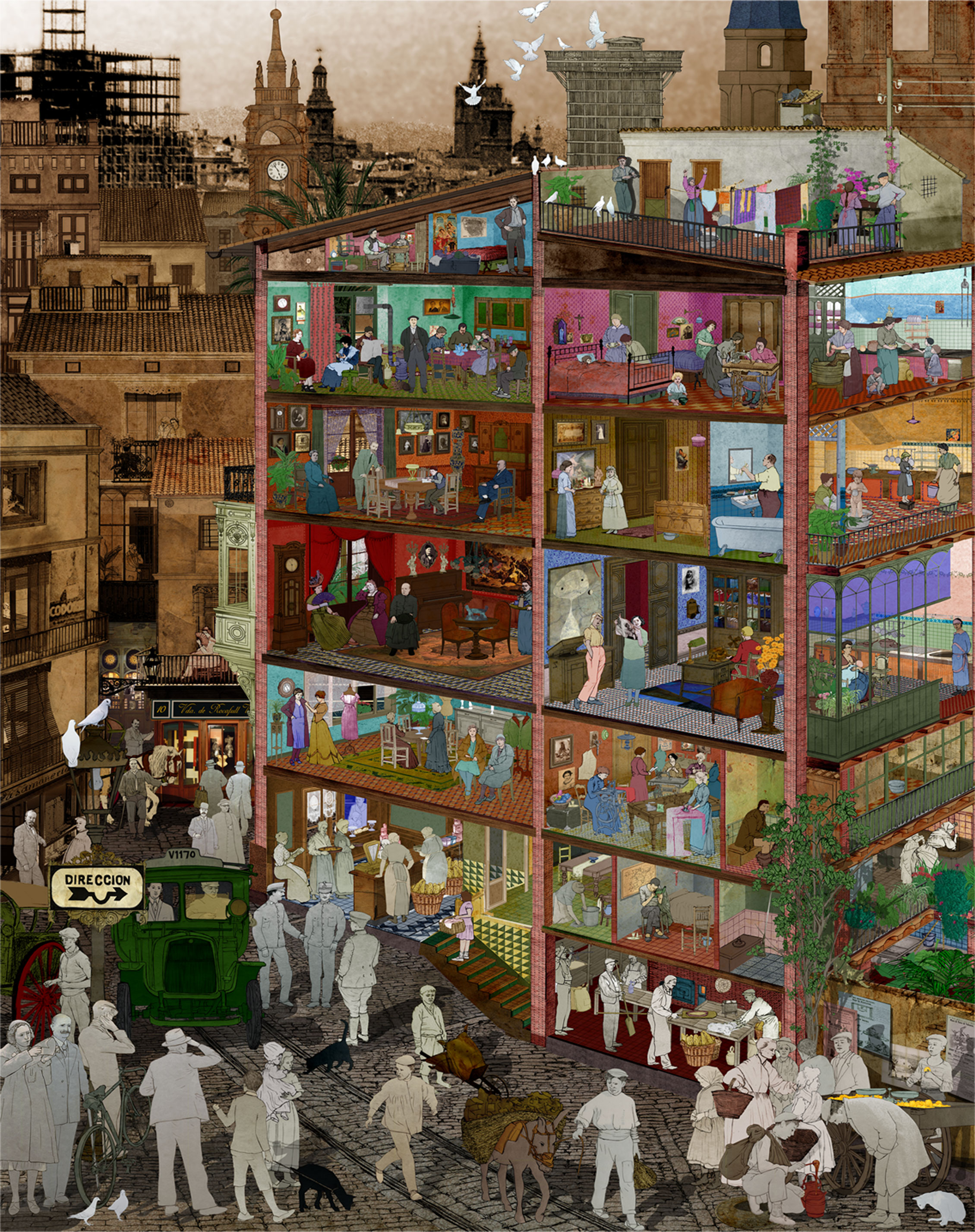
Representació d'un bloc d'habitatges de principis de, separat per departaments i funcions socials. Museu Valencià d'Etnologia.

Després de les primeres dècades del segle xx es va fer molt clara una distinció entre els arquitectes que estaven més pròxims de les avantguardes artístiques en curs a Europa i aquells que practicaven una arquitectura connectada a la tradició (en general de característiques historicistes, típica de l'eclecticisme). Encara que aquests dos corrents estiguessin, en un primer moment, plenes de matisos i mitjos termes, amb l'activitat "revolucionària" proposta per determinats artistes, i principalment amb l'actuació dels arquitectes connectats a la fundació de la Bauhaus a Alemanya, amb les avantguardes russes a la Unió Soviètica i amb el nou pensament arquitectònic proposat per Frank Lloyd Wright en els EUA, la diferència entre elles queda nítida i el debat arquitectònic es transforma, de fet, en un escenari poblat de partits i moviments caracteritzats.
La renovació estètica proposta per les avantguardes (especialment pel cubisme, el neoplasticisme, el constructivisme i l'art abstracte) en el camp de les arts plàstiques, s'obre el camí per a una acceptació més natural de les propostes dels nous pensaments arquitectònics,. Aquestes propostes es basaven en la creença en una societat regulada per la indústria, en la qual la màquina sorgeix com un element absolutament integrat en la vida humana i en la qual la naturalesa no està només dominada, sinó que també es proposen noves realitats distintes de la natural. D'una forma general, les noves teories que es discuteixen sobre l'Art i del paper de l'artista veuen en la indústria (i en la societat industrial com un tot) la manifestació màxima de tot el treball artístic: artificial, racional, precís, finalment, modern. La idea de modernitat sorgeix com un ideari connectat a la una nova societat, composta per individus formats per un nou tipus d'educació estètica, gaudint de noves relacions socials, en la qual les desigualtats van ser superades per la neutralitat de la raó. Aquest conjunt d'idees veu en l'arquitectura la síntesi de totes les arts, vist que és ella qui defineix i dona lloc als esdeveniments de la vida quotidiana. Sent així, el camp de l'arquitectura abasta tot l'ambient habitable, des dels utensilis d'ús domèstic fins a tota la ciutat: per a l'art modern, no existeix més la qüestió arts aplicades x arts majors (totes elles estan integrades en un mateix ambient de vida).

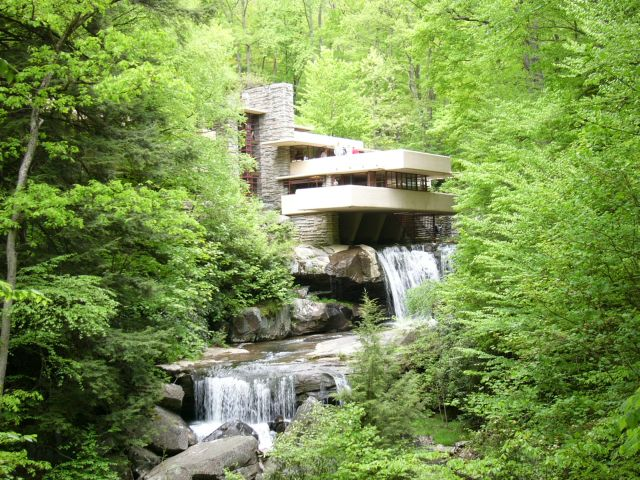
La Casa de la Cascada dissenyada per Frank Lloyd Wright, una icona de l'arquitectura orgànica.

L'arquitectura moderna serà, per tant, caracteritzada per un fort discurs social i estètic de renovació de l'ambient de vida de l'home contemporani. Aquest ideari està formalitzat amb la fundació i evolució de l'escola alemanya Bauhaus: d'ella surten els principals noms d'aquesta arquitectura. La recerca d'una nova societat, naturalment moderna, era entesa com a universal: d'aquesta manera, l'arquitectura influenciada per la Bauhaus es va caracteritzar com un alguna cosa considerat internacional (d'aquí el corrent de pensament associada a ella és anomenada Estil Internacional, títol que ve d'una exposició promoguda en el MoMA de Nova York).